# Jean le Bossu
Flavius Jean dit le Bossu (en latin : Flavius Ioannes qui et Gibbus ; fl. 492–499) est un général byzantin de la seconde moitié du Ve siècle qui servit sous le règne de l'empereur Anastase Ier.

## Biographie
Jean naît dans la province romaine de Thrace, à Selymbria (auj. Silivri, Turquie). Ses origines sont obscures et l'helléniste Philippe Le Bas en fait un chef goth.
Entre 492 et 499, il fut magister militum praesentalis et, en cette qualité, fut l'un des deux généraux de l'empereur Anastase Ier lors de la guerre contre les Isauriens (492–497), aux côtés de Jean le Scythe. Lors de cette guerre, Jean fut en 492 l'un des commandants de l'armée byzantine à la bataille de Cotyaeum (en) (près de l'actuelle Kütahya en Turquie), où les rebelles isauriens furent défaits de manière décisive, et les écrasera l'année suivante après avoir libéré le magister militum Diogène qui avait été encerclé avec sa troupe devant Claudiopolis qu'il assiégeait. Après la guerre, il captura en 498 les derniers chefs isauriens qui se trouvaient encore en liberté, Longin de Sélinonte (Longinus Selinuntius) et Indes, qui furent envoyés à Constantinople, « où ils furent promenés avec les fers au cou et aux mains, au grand contentement de l'Empereur, et du peuple » selon Évagre le Scholastique. En récompense de ses succès militaires, Jean sera nommé en 499 Consul sine collegis (« Consul unique »).
Selon une anecdote racontée par Procope de Césarée dans l'Histoire secrète de Justinien, Jean avait, lors de la guerre d'Isaurie, condamné à mort un officier nommé Justin, reconnu coupable d'infraction à la discipline, mais lors d'un rêve, il lui était apparu un homme d'une grandeur extraordinaire qui lui ordonna de remettre en liberté le soldat qu'il avait fait jeter en prison et condamner à la peine capitale. Lorsqu'il se réveilla, il méprisa cette vision, mais la nuit suivante elle lui apparut de nouveau et il lui sembla qu'elle lui tenait le même discours. Cependant, Jean refusait encore d'exécuter ce qu'elle lui prescrivait. Elle lui apparut une troisième fois, et lui fit les plus grandes menaces, dans le cas où il n'exécuterait pas ce qui lui avait été annoncé, ajoutant que dans un temps ultérieur, il aurait besoin de cet homme et de ses parents, quand il serait dans la détresse. C'est ainsi que Justin fut libéré de prison et échappa au sort qui lui été réservé : une vingtaine d'années plus tard, ce dernier montera sur le trône impérial sous le nom de Justin Ier.

### Sources primaires
- Évagre le Scholastique, Histoire ecclésiastique
- Procope de Césarée, Histoire secrète de Justinien

### Sources secondaires
- Jones, Arnold Hugh Martin, John Robert Martindale, John Morris, « Fl. Ioannes qui et Gibbus 93 », In: Prosopography of the Later Roman Empire, volume 2, Cambridge University Press, 1980,  (ISBN 0-521-20159-4), pp. 617–618.